# Техничка школа Шабац
Техничка школа једна је од средњих школа у Шапцу. Налази се у улици Бањичких жртава 2.

## Историјат

### 1907—1953.
Еснаф шабачких занатлија одлучио је да се 1907. године у октобру месецу оснује Шегртска школа, по потреби производно-занатских делатности у Мачви и Подрињу. У Шапцу су тада постојале само две основне школе, „Јанко Веселиновић” и „Вук Караџић”, које су биле смештене у просторијама у којима су и данас. Пре подне су у тим школама учили основци, а поподне будући шегрти, ученици Шегртске школе. Слушали су два предмета: матерњи језик и рачун, а остало је била пракса. Све до 1952. године се звала Шегртска школа. Годину дана је боравила у згради бившег хотела Југославија, на углу Господар Јевремове и Партизанске улице на првом спрату.

### 1953—1968.
Године 1953. се преселила у приземље данашње зграде музеја када се уводи предмет физичко васпитање. Због повећаног броја ученика 1. септембра 1954. прелази у стару, предратну зграду садашње Пољопривредне школе. Крајем октобра од Савезног завода добија декрет да се зове Школа ученика у привреди. Исте године на једној од седница, а на предлог Општинског органа за просвету, добија назив Школа ученика у привреди и име песника Косте Абрашевића. Бројали су скоро хиљаду ученика у неколико струка: Прехрамбена – млинари, пекари, месари, воћари, Машинска – стругари, бравари, Кожарска – обућари, Столарска – столари и Трговачка – два одељења угоститељске струке, кувари и конобари.

### 1968—1977.
Временом се појавила потреба за радионицом, прва је била столарска. Године 1968. прелази у зграду старе Учитељске школе у Масариковој улици (садашња Музичка школа). Била је опремљена по скромним могућностима, а број ученика је постајао све већи. Направљена је зграда за радионице где су смештене све машине. За ученике који су се оспособљавали за фризере отворен је фризерски салон у школском дворишту. Услуге су се пружале члановима колектива и грађанству. Економска школа је у то време уписивала веома мали број ђака и да се не би угасила Школа ученика у привреди јој је уступила одељење трговаца, конобара и кувара. Године 1970. је имала двадесет пет одељења и преко хиљаду ученика са тенденцијом наглог раста. Секретаријат за просвету није дозволио већи број ученика, а дописом из Министарства добија назив Школа за КВ раднике.

### 1977—данас
Новом реформом школства у периоду 1977—1978. уписује прву генерацију усмереног образовања. Тада добија назив Центар усмереног образовања „Душан Петровић Шане” ООУР машинске, грађевинске, електротехничке струке „Коста Абрашевић” Шабац. У нову зграду се уселила 1980. године и тада је добила Октобарску награду Шапца, похвале конфекције „Клуз” и „Беко” за кројаче, највиша места на фестивалима рада и прво место у конкуренцији четрдесет школа из целе Југославије. Драмска секција је 1960—1965. учествовала на такмичењима у Шабачком позоришту и освојила награде. Од школске 1992—1993. године званични назив школе је „Техничка школа Коста Абрашевић”. Ученици су се образовали у три продручја рада: Машинство и обрада метала, Геодезија и грађевинарство и Електротехника. Решењем Министарства просвете и спорта Републике Србије 2004—2005. је променила назив у данашње. Броји четрдесет два одељења са преко деветсто ученика и са половином четворогодишњих занимања. Ученици се редовно школују у четири подручја рада: Електротехника, Машинство и обрада метала, Геодезија и грађевинарство и Саобраћај.